# Himlaspelet
Himlaspelet är en svensk dramafilm från 1942. Förlaga är Rune Lindströms bygdespel Himlaspelet - Ett spel om en väg som till Himla bär, som hade premiär i Leksand 1941.

## Handling
Mats Ersson skall gifta sig med sin älskade Marit till våren. Men pesten kommer till trakten och Marit döms till döden, anklagad för häxeri. Mats förstår inte hur Gud kunde låta det hända och bestämmer sig för att vandra upp till himmelen för att fråga Gud själv.

## Om filmen
Filmen premiärvisades i Fagersta (Rune Lindströms hemort) och Malmö 21 december 1942, men en inofficiell urpremiär skedde vid en välgörenhetsföreställning till förmån för bland annat Kronprinsessans gåvokommitté lördagen den 19 december 1942 på Röda Kvarn i Stockholm. Filmen har visats i ett stort antal länder, bland annat Schweiz, USA, Frankrike, England och Portugal. Som förlaga har man Rune Lindströms pjäs Himlaspelet - Ett spel om en väg som till Himla bär från 1941. I filmen dubbar Wiktor Andersson Holger Löwenadlers sång.

## Rollista i urval
- Rune Lindström - Mats Ersson

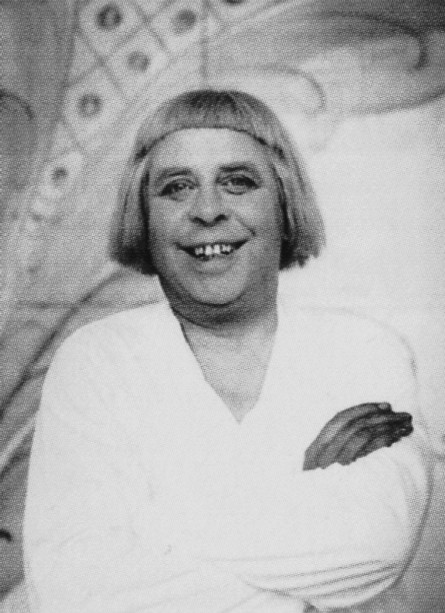
Rune Lindström i Himlaspelet

- Eivor Landström - Marit Knutsdotter
- Anders Henrikson - Vår Herre
- Holger Löwenadler - kung Salomo
- Gudrun Brost - Salomos frilla
- Emil Fjellström - Gammel-Jerk, skomakare (egentligen djävulen i förkädnad)
- Arnold Sjöstrand - Juvas Anders, kurbitsmålare
- Nils Gustafsson - den blinde vid vägen
- Hugo Björne - profeten Elias
- Torsten Winge - profeten Jonas
- Erik Hell - Jon Persson
- Åke Claesson - profeten Jeremias
- Björn Berglund - Josef, snickare
- Lisskulla Jobs - bondkvinnan
- Anita Björk - Anna, Garp Jespers dotter
- Ingalilly Forsström - jungfru Maria

## Musik i filmen
- I himmelen, i himmelen, text Laurentius Laurinus
- Orgelpreludium, Instrumental.
- Gånglåt från Mockfjärd, Instrumental.
- När juldagsmorgon glimmar, tysk text Abel Burckhardt, instrumental.
- Nu är det jul igen, instrumental.
- Stille Nacht, heilige Nacht! (Stilla natt, heliga natt!), kompositör Franz Gruber, tysk text Joseph Mohr, svensk text Oscar Mannström, instrumental.
- Hosianna, Davids son, kompositör Abbé Vogler
- Marias vaggvisa, kompositör Lille Bror Söderlundh, text Rune Lindström, sång Inga-Lilly Forsström
- Kung Salomos visa, kompositör Lille Bror Söderlundh, text Rune Lindström, sång Wiktor "Kulörten" Andersson